# José Ignacio Dávila Garibi
José Ignacio Dávila Garibi (Guadalajara, Jalisco, 22 de junio de 1888 – Ciudad de México, 11 de enero de 1981) fue un abogado, historiador, investigador, catedrático y académico mexicano. Entre sus áreas de especialización destacan la historia eclesiástica, biografías de conquistadores españoles, la historia y lenguas de los pueblos originarios y la genealogía. 

## Biografía
Fue hijo de Ignacio Dávila Cabrera y Elena Garibi. Realizó sus primeros estudios en el Colegio Marista de Guadalajara y después en el Liceo de Varones y en el Instituto San José de los jesuitas, de esta forma nació su interés por la historia eclesiástica de su estado natal y de México. Aprendió a hablar francés, italiano, inglés, esta habilidad como políglota le facilitó, tiempo después, aprender algunas lenguas indígenas. Cursó la licenciatura en la Facultad de Jurisprudencia, obteniendo su título como abogado el 4 de diciembre de 1915. Se desempeñó como secretario en la Junta Auxiliar Jalisciense de la Sociedad Mexicana de Geografía y Estadística. 
Fue maestro de educación de nivel medio superior sin dejar a un lado su interés por la historia. Impartió clases en la Escuela Libre de Jurisprudencia del Estado de Jalisco, de la Escuela Normal Libre para Señoritas, del Seminario Conciliar Mayor y Menor y del Instituto de Ciencias de Jalisco. Tiempo después el arzobispo Francisco Orozco le encomendó la tarea de recolectar noticias históricas sobre la Arquidiócesis de Guadalajara, por tal motivo, viajó a Sevilla y Roma. Tuvo así la oportunidad de acceder al Archivo Secreto Vaticano y al Archivo General de Indias, como resultado de su investigación presentó la obra Colección de documentos históricos inéditos o muy raros, referentes al Arzobispado de Guadalajara en seis volúmenes (1922-1927). 
Decidió dejar la práctica de abogado que había ejercido durante trece años para enfocarse a la investigación de las zonas rurales de la región de Jalisco, incursionando en el estudio de los pueblos originarios. A finales de la década de 1920, publicó la obra Breves apuntes acerca de los chimalhuacanos: civilización y costumbres de los mismos, y en 1932 publicó Los últimos representantes de la raza otomí en Jalisco, mostrando su gran habilidad para aprender las lenguas indígenas para su estudio. Mostró interés en la historia de la Conquista de México, principalmente en la biografía de algunos conquistadores españoles, así como la genealogía de dos personajes de la independencia: Miguel Hidalgo y Costilla y Agustín de Iturbide. 
Se trasladó a la Ciudad de México, trabajó en el Departamento de Bellas Artes, en la Oficialía Mayor, en el Departamento de Bibliotecas y en la Secretaría de Educación Pública de 1930 a 1934. Colaboró en la revista del Instituto de Investigaciones Lingüísticas de la Universidad Nacional Autónoma de México con artículos como "Notas sobre los idiomas indígenas de Jalisco" (1933) y "Epítome de raíces nahuas" (1938).  Fue maestro en colegios católicos, en la Escuela Nacional Preparatoria y en la Facultad de Filosofía y Letras de la Universidad Nacional Autónoma de México, en la Universidad Iberoamericana, y en la Escuela Nacional de Antropología e Historia, impartiendo clases de idioma náhuatl, Derecho comparado, Historia de México, Historia de Jalisco, Etimología grecolatina, y Español.

## Académico
En 1930, fue nombrado miembro de número de la Academia Mexicana de la Lengua, ocupó la silla XXXIII, fue bibliotecario-archivero y secretario de esta institución. Fue presidente, en dos ocasiones, de la Academia de Lengua Náhuatl, la cual se desintegró en 1943. En 1937, fue nombrado miembro de número de la Academia Mexicana de la Historia, ocupó el sillón N° 9. Fue miembro del Colegio de Abogados, de la Sociedad Mexicana de Geografía y Estadística. Fue vicepresidente de la Confederación de Institutos Genealógicos Latinos, asesor de la Comisión de Historia del Instituto Panamericano de Geografía e Historia, y miembro de la Sociedad Científica “Antonio Alzate”. 
Fundó junto al licenciado Guillermo Romo Celis la Academia de Genealogía y Heráldica, fue presidente de la misma. Inició la microfilmación de archivos parroquiales los cuales le serían de gran utilidad para elaborar sus Apuntes para la historia de la Iglesia en Guadalajara (1957).
En 1969 escribió el libro Bibliografía de un octogenario a manera de despedida, en la obra reflexionó sobre las inquietudes que lo habían conducido a escribir historia. Murió después de padecer una larga enfermedad el 11 de enero de 1981.

## Premios y distinciones
- Premio "José María Vigil" por el gobierno de Jalisco entregado por el gobernador Agustín Yáñez en 1954.
- Reconocimiento especial de la Escuela Nacional de Antropología e Historia entregado por el secretario de Educación Pública Jaime Torres Bodet en 1962.

## Obras publicadas
- Documentos inéditos o muy raros, que pueden servir para la historia de la parroquia de Ocotlán, en 1918.
- Colección de documentos históricos inéditos o muy raros, referentes al Arzobispado de Guadalajara en seis volúmenes de 1922 a 1927.
- Biografía de un gran prelado: el Exmo. e Ilmo. Sr. Doctor Don Juan Cruz Ruiz de Cabañas y Crespo, en  1925.
- Breves apuntes acerca de los chimalhuacanos: civilización y costumbres de los mismos.
- Brevísimos apuntes acerca de los mayas: civilización y costumbres de los mismos, en 1927.
- Los últimos representantes de la raza otomí en Jalisco, en 1932.
- Observaciones acerca de la ortografía de algunos nombres geográficos de origen náhuatl, en 1936.
- Toponimias nahuas, normas para la interpretación de toponímicos de origen náhuatl y análisis etimológicos de 300 de ellos, en 1942.
- El Ilmo. Y Revmo. Monseñor D. Luis Gonzaga Romo de Vivar y Pérez Franco y sus progenitores y antepasados, en 1943.
- El M. I. y V. Cabildo de la Metropolitana Catedral Basílica de Guadalajara en el Año Jubilar Guadalupano 1944-1945, publicado en 1945.
- Sucinta noticia histórica acerca de la Colegiata de Nuestra Señora de San Juan de los Lagos y su Cabildo, en 1945.
- El culto guadalupano en lo que fue la Nueva Galicia, en 1948
- Zumárraga propulsor de la cultura en la Nueva España, en 1948.
- Los nietos de Don Juan: datos poco o nada conocidos que pueden ser de utilidad para la genealogía del ilustre conquistador D. Juan de Villaseñor Orozco, fundador de Valladolid de Michoacán, en 1949.
- Del Comendador D. Leonel de Cervantes, conquistador de Nueva España a Ignacio Luis Manuel Davila Garibi y Camacho, en 1950.
- Apuntes para la historia de la Iglesia de Guadalajara, en cuatro tomos, en 1957.
- Bibliografía de un octogenario, edición privada en 1969.